# Lycenchelys parini
Lycenchelys parini es una especie de pez de la familia de los Zoarcidae en el orden de los perciformes.

## Morfología
- Las hembras pueden alcanzar 16,37 cm de longitud total.
- Número de vértebras: 125.[1]

## Hábitat
Es un pez de mar y de aguas profundas que vive hasta 800 m de profundidad.

## Distribución geográfica
Se encuentra en el Pacífico: las Islas Kuriles.

## Observaciones
Es inofensivo para los humanos. 